# Moșciun, Kiev-Sveatoșîn
Moșciun (în ucraineană Мощун) este un sat în comuna Horenka din raionul Kiev-Sveatoșîn, regiunea Kiev, Ucraina.

## Demografie
Componența lingvistică a localității Moșciun
     Ucraineană (96,22%)
     Rusă (3,15%)
     Alte limbi (0,51%)
Conform recensământului din 2001, majoritatea populației localității Moșciun era vorbitoare de ucraineană (96,22%), existând în minoritate și vorbitori de rusă (3,15%).